# Lumarzo
Lumarzo – miejscowość i gmina we Włoszech, w regionie Liguria, w prowincji Genua.
Według danych na rok 2004 gminę zamieszkiwało 1491 osób, 59,6 os./km².